# جرار الجاذبية
جرار الجاذبية (بالإنجليزية: Gravity tractor)‏ هي مركبة فضائية نظرية يمكنها حرف وإزاحة جسم فضائي آخر في الفضاء عن مساره دون لمسه باستعمال مجال الجاذبية فقط. هذه الأجسام هي في العادة أجرام كامنة المخاطر يمكن أن يتسبب اصطدامها بكوكب الأرض في تأثير كارثي ضمن رقعة جغرافية واسعة، القوه الجاذبة التي تولدها مركبه فضائية مجاوره وإن كانت ضئيلة، هي قادرة علي تغيير مسار كويكب أكبر بكثير شريطة أن تقضي المركبة وقتا كافيا بالقرب منه؛ كل ما هو مطلوب هو توجيه المركبة في اتجاه ثابت بالنسبة لمسار الكويكب في وقت مبكر وفي نقطة بعيدة قدر الإمكان عن الأرض، حيث لا تكون المركبة ولا كتلة طردها علي اتصال مباشر بالكويكب. يمكن لمركبة جرار الجاذبية إما أن تحوم بالقرب من الجسم الذي يجري تحريفه أو أن تدور حوله.
في الوقت الذي تتطلب فيه طرق التحريف الأخرى التحديد الدقيق لمركز كتلة الكويكب، وقد يكون من الضروري بذل جهد أكبر لوقف دورانه أو التفافه، فإنه وباستخدام طريقة الجرار هذه لا تصبح هناك أية حاجة لكل تلك الاعتبارات.

## الميزات
يوجد في الفضاء الخارجي حول كوكب الأرض العديد من الأجسام السماوية التي يمكن أن تشكل خطرا على حياة البشر في حال اصطدامها بالأرض. وفقا لإحصائيات وكالة ناسا، يوجد حتى الآن ما لا يقل عن 12000 جسم قريب من الأرض، حوالي 96 في المائة من هذه الأجسام يزيد قطرها عن الكيلومتر.
بالرغم من عدم وجود أي جرم معروف كامن المخاطر يمكن اعتباره كتهديد حقيقي للأرض خلال المائة سنة القادمة، إلا أن هناك العديد من الطرق التي يمكن من خلالها تجنب الاصطدام المدمر لجسم خارجي بكوكب الأرض. لكن وبالرغم من ذلك تبقى هناك واحدة من التحديات الكبرى التي يجب حلها متمثلة في كيفية إرسال الإندفاع المطلوب (ربما سيكون كبيرة جداً) إلى الجسم السماوي المكون من تركيبة غير معروفة ومن كتلة وقوة ميكانيكية مجهولة دون تحطيمه إلى شظايا، بعضها قد يشكل خطراً أكبر إذا ما تصادمت مع الأرض. وهنا تكمن ميزة جرار الجاذبية، الذي يمكنه حل هذه المشكلة عن طريق التسريع اللطيف للجسم السماوي ككل على مدى فترة زمنية طويلة من الزمن، وذلك باستخدام الكتلة الخاصة بالمركبة الفضائية ومجال الجاذبية المرتبطة بها لتطبيق القوة اللازمة لحرفه عن مساره.
باستخدام هذه المركبة لن تكون هناك أية حاجة في الأساس إلى معرفة أي شيء عن التركيب الميكانيكي للكويكب وبنيته وخصائصه بشكل مسبق، وهناك ميزة أخرى تتمثل بإمكانية التلاعب الدقيق للغاية بمسار الكويكب وتحديد مداره حول الشمس باستخدام كميات صغيرة نسبياً من القوة. وفي نفس الوقت يمكن التعرف بدقه بالغة على مسار الكويكب بعد انحرافه، الشيء الذي يكفل وضعه النهائي في مدار آمن.

## مثال
لفهم أوضح لعمل جرارات الجاذبية، لنفترض وجود جرم قريب من الأرض بحجم يبلغ حوالي ال 100م، وكتلة تبلغ مليون طن متري يهدد بالتأثيرعلى الأرض. ولنفترض أيضا:
- أن تصحيح السرعة ب1 سنتيمتر في الثانية سيكون كافياً لوضعه في مدار آمن ومستقر.
- أن تطبيق التصحيح يستلزم فترة زمنية تعادل 10 سنوات.

نسبة لهذه المتغيرات، تكون قوة الدفع المطلوبة هي: 
V × M = 0.01 [m/s]×109 [kg] = 107 [N-s]، بحيث يحتاج الجرار في المتوسط خلال مدة تعادل 10 سنوات (أي 3.156×108 ثانية) إلى تطبيق قوة تعادل حوالي 0.032 نيوتن على الجسم المراد تحويله.
تتطلب مركبة فضائية أيونية باندفاع محددة يقدر ب 10 آلاف نيوتن ثانية لكل كيلوغرام (ما يعادل سرعة شعاع أيوني تقدر ب 10 كيلومتر في الثانية، أي حوالي 20 مرة أكثر من أفضل من ما تم الحصول عليه انطلاقا من الصواريخ الكيميائية) حوالي 1000 كلغ من كتلة التفاعل (يفضل حاليا زينون) لتوفير الاندفاع. ستكون عندئذ القدرة الحركية للشعاع الأيوني هي حوالي 158 واط؛ الطاقة الكهربائية المدخلة لتحويل الطاقة ستكون بطبيعة الحال أعلي بكثير.
بافتراض أن المركبة الفضائية تحوم فوق الكويكب علي مسافة 200 مترا إلى مركز كتلتها، فان ذلك يتطلب أن يكون لديها في هذه الحالة كتلة تعادل قرابة ال 20 طنا متريا، نظرا لقوة الجاذبية لدينا:
{\displaystyle m_{2}={\frac {Fr^{2}}{Gm_{1}}}={\frac {0.032[N]\times (200[m])^{2}}{6.674\times 10^{-11}[Nm^{2}kg^{-2}]\times 10^{9}[kg]}}\approx 19200kg}
بالنظر إلى المواقع المحتملة لتحويم أو دوران الجرار حول الكويكب، يمكن ملاحظ أنه في حالة ما إذا كانت الأجسام التي ترتبط بالجاذبية في مدار مشترك وإذا كان واحد منهما يتلقى دفعة اعتباطية تقل عن تلك اللازمة لتحريره من المدار حول الآخر، فإن الاندفاع سيتغير بسبب القوي الجاذبة بينهما الشئ الذي يغير قوة الدفع لكلاهما، حيث سيعتبران معا كنظاما مركب. وهكذا، طالما أن الجرار يبقى في مدار محدد، فإن أي قوة دفعية تطبق عليه سيتم نقلها بشكل فعال إلى الكويكب الذي يدور حوله.